# Enrique Múgica

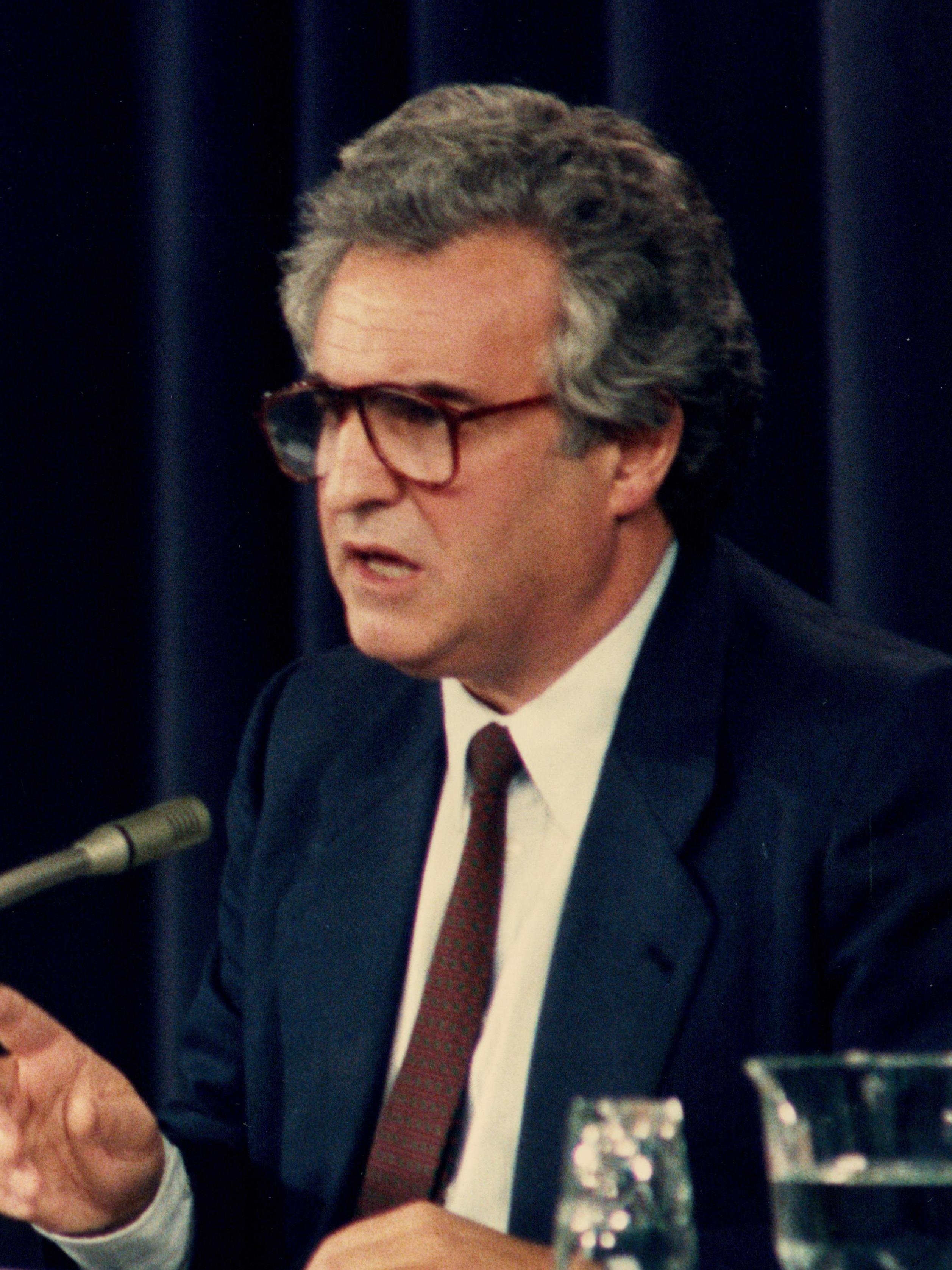
Enrique Múgica, 1988

Enrique Múgica Herzog (* 20. Februar 1932 in San Sebastián; † 10. April 2020) war ein spanischer Politiker und Jurist.

## Leben
Enrique Múgica begann ab 1953 gegen das franquistische Regime politisch aktiv zu werden. So war er einer der Organisatoren des Universitätskongresses junger Schriftsteller. Im Februar 1956 beteiligte er sich an Studentenunruhen und wurde infolgedessen drei Monate lang inhaftiert. Seit 1963 war er Mitglied der PSOE. Seine weiteren politischen Aktivitäten führten ihn noch viermal (insgesamt zweieinhalb Jahre) ins Gefängnis. So wurde er 1971 zusammen mit Felipe González und Nicolás Redondo inhaftiert.
Mit dem Übergang zur Demokratie – der Transición – wurde er 1977 Mitglied der Verfassunggebenden Versammlung (Congreso de los Diputados de la Transición). Anschließend war er bis 2000 Abgeordneter im Congreso de los Diputados, dem Unterhaus des spanischen Parlamentes. In dieser Zeit bekleidete er von 1988 bis März 1991 das Amt des Justizministers. Am 15. Juni 2000 wurde er zum Ombudsmann (Defensor del Pueblo) berufen und übte diese Funktion bis zum 30. Juni 2010 aus.
Anfang April 2020 starb Múgica während der COVID-19-Pandemie in Spanien im Alter von 88 Jahren an den Folgen einer SARS-CoV-2-Infektion.